# Baghagha (Adéane)
Pour les articles homonymes, voir Baghagha.
Ne doit pas être confondu avec Baghagha (Niamone).
Baghagha est un village du Sénégal situé en Casamance dans le sud du pays. Il fait partie de la communauté rurale d'Adéane, dans l'arrondissement de Niaguis, le département de Ziguinchor et la région de Ziguinchor.
Lors du dernier recensement (2002), le village comptait 2 189 habitants et 305 ménages.